# Sühnekapelle Flossenbürg

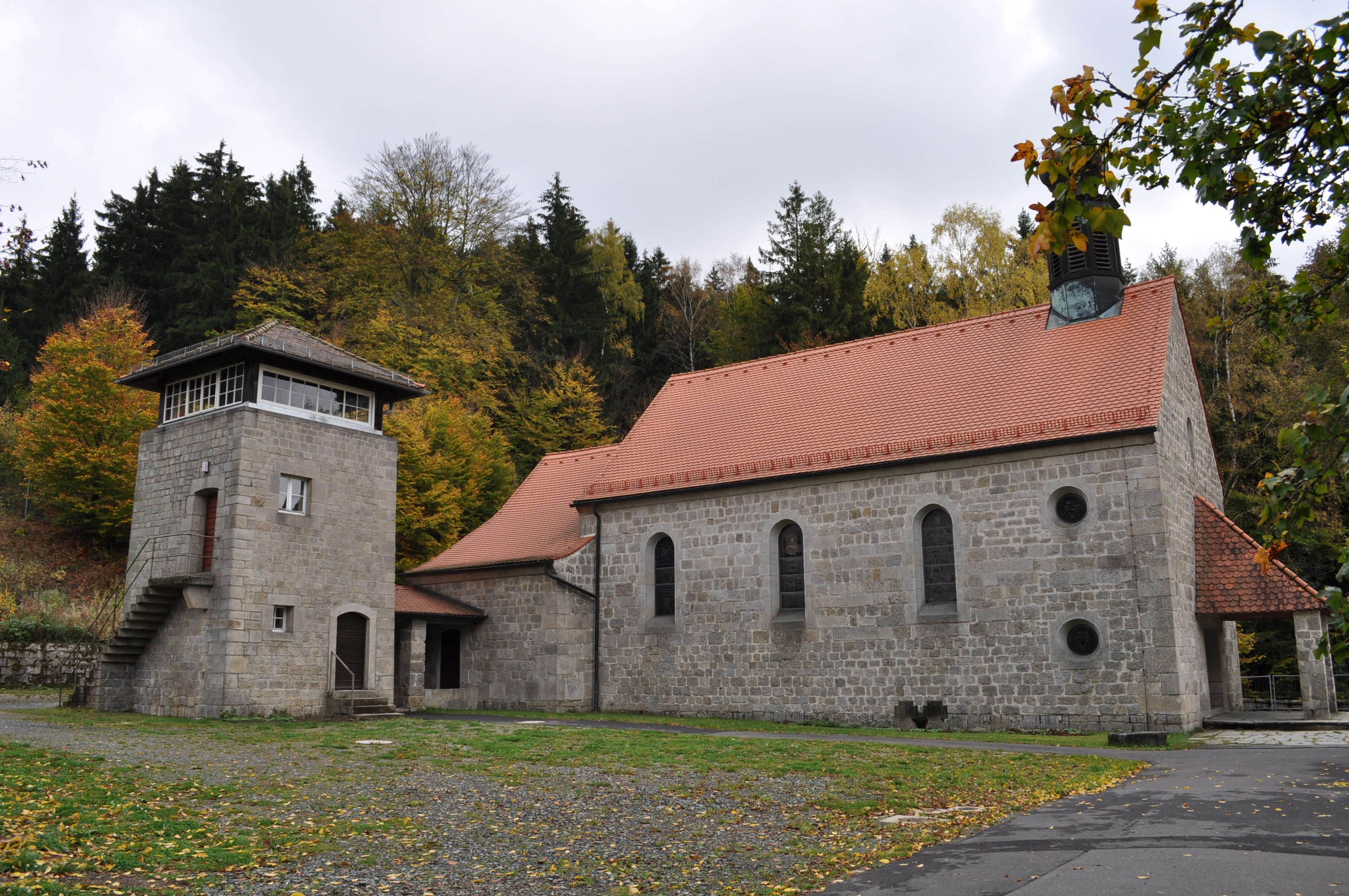
Sühnekapelle Flossenbürg, daneben ein Wachturm

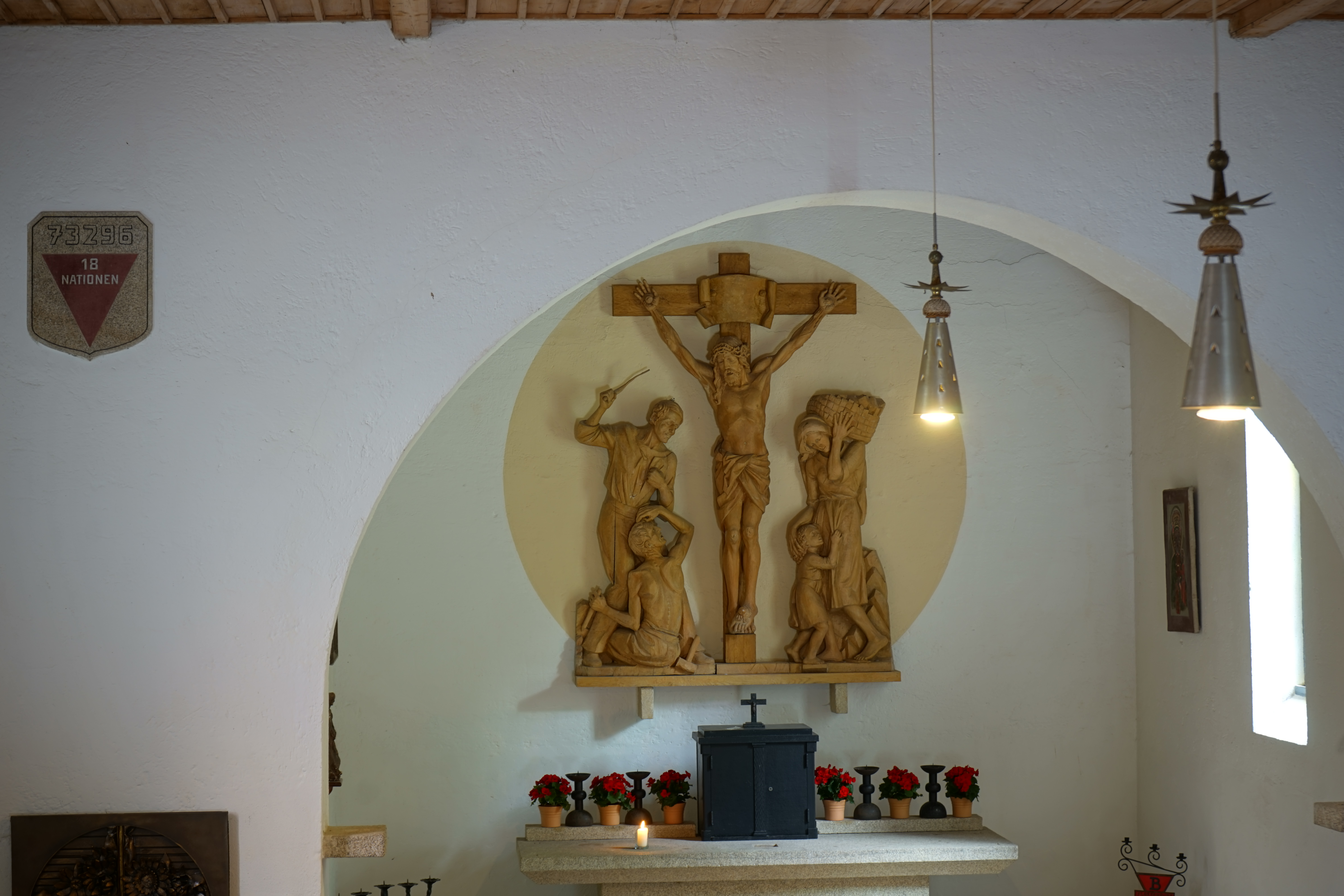
Altar in der Sühnekapelle Flossenbürg

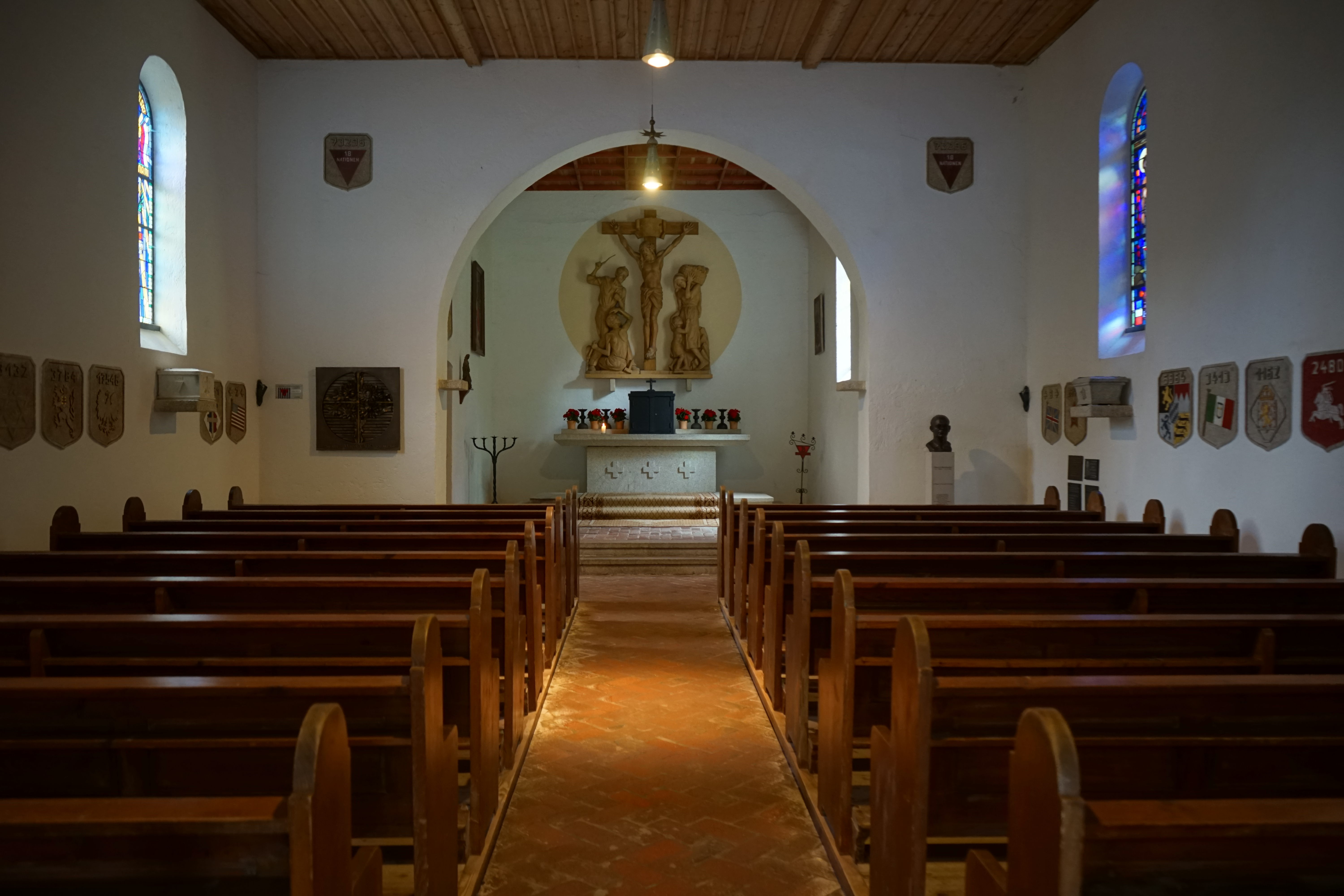
Innenraum der Sühnekapelle Flossenbürg

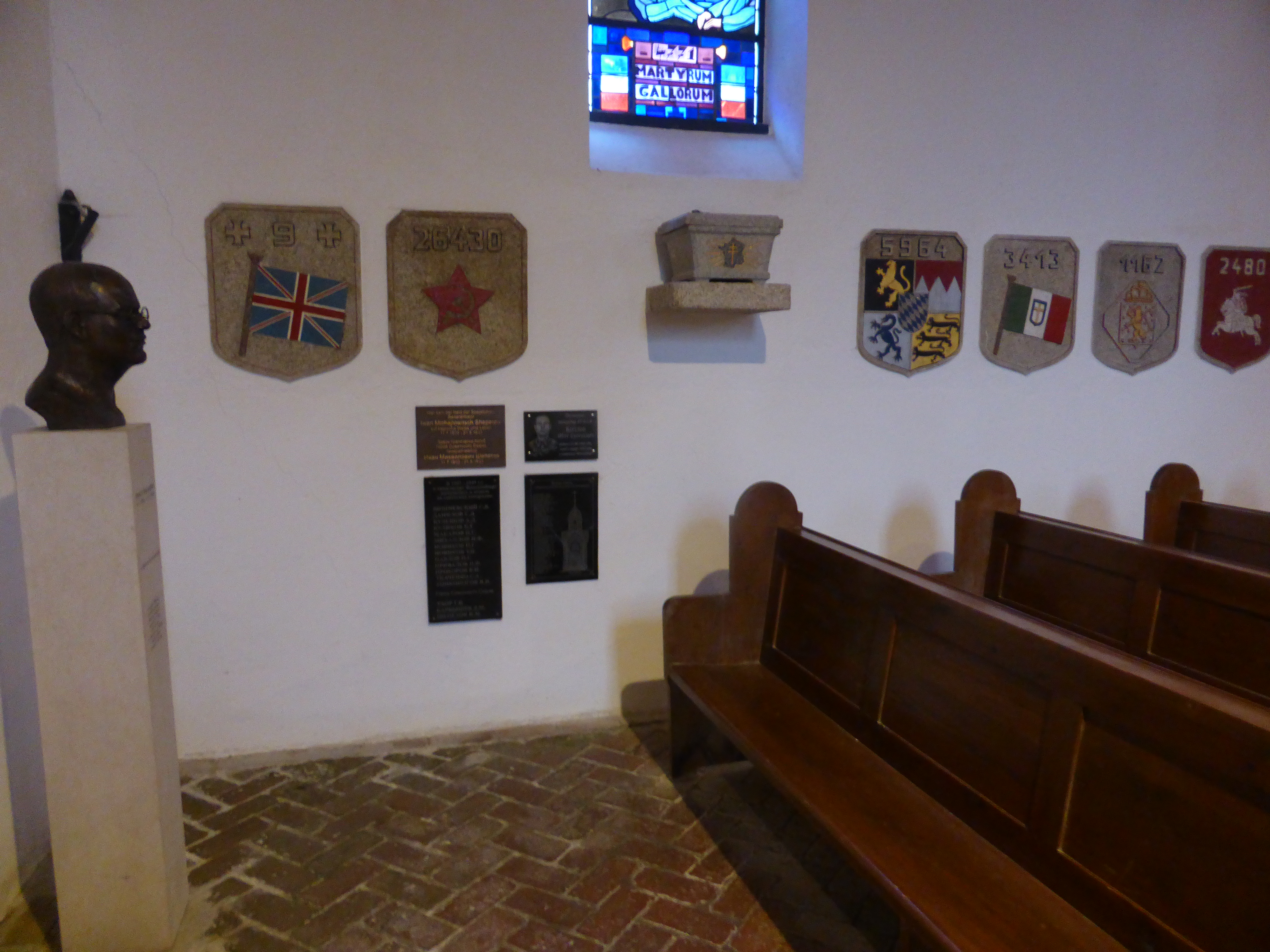
Wappensteine und Dietrich-Bonhoeffer-Büste (links)

Die Sühnekapelle Flossenbürg, auch  Kapelle Jesus im Kerker genannt, wurde auf Veranlassung des Executive Commitee for Erecting the Monument and Chapel in Concentration Camp Flossenbürg in den Jahren 1946–1948 am Gelände des KZ Flossenbürg errichtet. 

## Geschichte
Die Kapelle wurde aus Steinen abgebrochener Wachttürme des Konzentrationslagers erbaut. Bischof Michael Buchberger förderte als Ehrenmitglied des genannten Komitees das Vorhaben mit Spenden und 1949 mit der Stiftung des Ölgemäldes Schmerzensmann, das von dem Regensburger Maler Erwin Schöppl stammt. Die Einweihung der noch nicht fertiggestellten Kapelle vollzog am Pfingstsonntag 1947 ein litauischer Bischof. Im Herbst 1948 wurde die Holzdecke eingezogen und es wurden die fehlenden Wappensteine ergänzt. 
Die Gesamtanlage untersteht dem internationalen Kriegsgräberrecht und wird vom Bayerischen Kultusministerium in Zusammenarbeit mit der Bayerische Verwaltung der staatlichen Schlösser, Gärten und Seen betreut.

## Ausstattung
Über dem Altar befindet sich eine aus Lindenholz geschnitzte Figurengruppe, in der Mitte ist die Darstellung von Jesus am Kreuz, zu seiner Rechten ist ein im Steinbruch arbeitender Häftling, der von einem Aufseher geschlagen wird, zu seiner Linken befindet sich eine Frau mit Kindern unter schwerer Last. Vor dem Altarraum erinnert eine Büste an den Theologen und Widerstandskämpfer Dietrich Bonhoeffer, der am 9. April 1945 im KZ Flossenbürg ermordet wurde.
Die farbigen Glasfenster stehen links (vom Altar aus betrachtet) für die Häftlinge belgischer, litauischer und polnischer Nationalität, rechts für ukrainischer, deutscher und französischer Nationalität. Zwei Urnen erinnern an die Aschenberge im Tal des Todes vor dem dortigen Krematorium und den Massenmord in diesem Konzentrationslager.